# Арининское
Ари́нинское — деревня в Калининском районе Тверской области. Относится к Славновскому сельскому поселению.
Расположена в 28 км к северу от города Твери, на старом Бежецком шоссе между деревней Славное (7 км) и селом Кушалино (6 км). Автодорога «Тверь—Бежецк—Весьегонск—Устюжина» обходит деревню с востока. К северу от деревни — речка (ручей) Шуя, приток Орши.
В 1997 году в деревне насчитывалось 66 хозяйств, 185 жителей.
Население по переписи 2002 — 144 человека (68 мужчин, 76 женщин).

## История
В Списке населенных мест 1859 года значится владельческая деревня Арининское (25 вёрст от Твери, 12 дворов, 106 жителей).
Во второй половине XIX — начале XX века деревня была центром волости Тверского уезда Тверской губернии и относилась к Богоявленскому (Григорьевскому) приходу.
В 1929—1935 годах деревня являлась центром Арининского сельсовета в составе Калининского района Московской области. С 1935 по 1956 год Арининское относится к Кушалинскому району Калининской области. С 1956 года — в составе Калининского района.
В 1970-80-е годы в деревне действовало отделение совхоза «Смена».